# Озютичівська сільська рада
Озютичівська сільська рада — колишня адміністративно-територіальна одиниця та орган місцевого самоврядування у Локачинському районі Волинської області з адміністративним центром у с. Озютичі.
Припинила існування 3 січня 2019 року через об'єднання до складу Війницької сільської територіальної громади Волинської області.

## Населені пункти
Сільській раді були підпорядковані населені пункти:
- с. Озютичі
- с. Запуст

## Населення
За переписом населення України 2001 року в сільській раді мешкало 537 осіб. 100 % населення вказало своєю рідною мовою українську мову.

## Склад ради
Рада складалася з 14 депутатів та голови.

## Керівний склад сільської ради
| ПІБ                          | Основні відомості                                                                | Дата обрання | Дата звільнення |
| ---------------------------- | -------------------------------------------------------------------------------- | ------------ | --------------- |
| Поліщук Михайло Анатолійович | Сільський голова, 1959 року народження, освіта, член Української Народної Партії | 26.03.2006   | 31.10.2010      |
| Таровська Людмила Миколаївна | Сільський голова, 1974 року народження, освіта вища, позапартійна                | 31.10.2010   |                 |

Примітка: таблиця складена за даними джерела